# Wolni goście

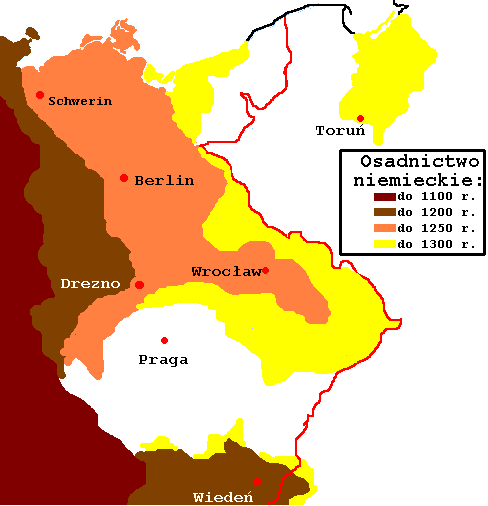
Podboje niemieckie oraz osadnictwo niemieckojęzyczne na wschodzie (Połabie, Austria, Śląsk, Pomorze Zachodnie, Ziemia lubuska i Prusy)

Goście, wolni goście (łac. hospites, liberi hospites) – kategoria osadników w średniowiecznej Europie.
Zmiany organizacji państw, rodzący się feudalizm oraz towarzysząca mu nierówność społeczna i nowe formy ucisku aktywizowały wielu ludzi do opuszczania swoich dotychczasowych miejsc pobytu i udawania się w rejony gdzie, jak się spodziewali, mogło być lepiej. Ludzie ci mieli różny status i umiejętności zawodowe. Byli rolnicy, którzy z dnia na dzień stali się niewolnymi (po rocznym pobycie na cudzej roli każdy automatycznie stawał się niewolnym) i w ucieczce upatrywali szansy znalezienia ziemi u lepszego pana lub na korzystniejszych warunkach. Tacy zbiegowie musieli uciekać daleko, najlepiej na terytorium innego państwa, aby dotychczasowy właściciel nie mógł ich rozpoznać i uwięzić. Byli rzemieślnicy krępowani przepisami rodzącej się organizacji cechowej, młynarze szukający miejsca na budowę młyna wodnego. Byli też kupcy szukający nowych rynków zbytu na swoje wyroby. Ponadto, Zachód Europy był już dość przeludniony i istniała tam silna konkurencja. Tymczasem na Wschodzie Europy zaludnienie było małe a ludność w większości dysponowała tradycyjnymi technologiami (samowystarczalność). Z jednej strony pojawiła się podaż ludzi wolnych, chętnych do pracy, a z drugiej zapotrzebowanie na tych ludzi i różnorodna oferta.
Procesy osadnictwa przybrały na sile od XI do XIII w., a i później nie wygasły chociaż przyczyny przenosin często już bywały inne. Osadnicy przybywali pojedynczo lub w zorganizowanych grupach, sprowadzani często z daleka, przez zasadźcę. Zależnie od umiejętności oraz miejscowych potrzeb przybyli goście osadzani byli na wsi lub w mieście. Na wsi najczęściej zagospodarowywali pustki, tereny, które trzeba było najpierw wykarczować lub zmeliorować. Z tego tytułu przez pewien okres mogli nie płacić czynszu (wolnizna). Ziemię do uprawy dostawali na zasadach dziedzicznej dzierżawy wieczystej. Ich prawo do zamieszkiwania i gospodarowania opierało się na regularnych świadczeniach w pieniądzu lub naturze na rzecz Pana, rzeczywistego właściciela terenu. Ich wolność właściciel stopniowo ograniczał tak że w późniejszych wiekach ludność ta stała się jedną z kategorii poddanej ludności chłopskiej.
W szeregi wolnej ludności miejskiej trudniej było trafić. Raz że lokacje miast zdarzały się rzadziej, dwa że kryteria przyjęcia (chodziło zwłaszcza o majątek) były ostrzejsze. Jednak znacznej części miast udało się zachować autonomię wewnętrzną, a nawet ją poszerzyć drogą wykupywania się z określonych świadczeń lub przez uzyskanie za zasługi specjalnych przywilejów. Dzięki temu ich mieszkańcy stworzyli odrębną grupę społeczną – mieszczaństwo.
Goście odegrali ważną rolę w demograficznym i gospodarczym rozwoju średniowiecznej Europy, przyczyniając się do podniesienia wydajności, zasiedlania pustek, karczowania lasów, osuszania bagien, powstawania i rozbudowy wsi oraz osad miejskich, rozpowszechniania nowych technik uprawy roli i budownictwa. Przyczynili się też do wyrównania poziomów życia w całej Europie.
Pierwsze wzmianki o gościach pochodzą z Nadrenii, wschodniej Francji, północno-zachodnich Niemiec oraz Holandii. W Niemczech, arcybiskup hamburski sprowadził gości – osadników holenderskich już w XI wieku.
Goście w Polsce, kraju niebędącym w strefie wpływów rzymskich, chociaż z pisemnych przekazów znani dopiero od przełomu XII i XIII w., już od momentu przyjęcia chrześcijaństwa odgrywali znaczną rolę. Ślady pochówków rycerzy wikińskich wskazują, że mogli oni pomagać polskim władcom w tworzeniu jednolitego państwa. Księża i zakonnicy przybywający z Czech, Francji, Niemiec, Włoch budowali struktury kościelne i służyli radą na dworze. Walonowie zajmowali się poszukiwaniem i wydobyciem kruszców. Holendrzy specjalizowali się w melioracjach. Wielu gości przybyło z terenu Niemiec. Podbici przez Germanów Słowianie połabscy tylko na terytorium Polski mogli liczyć na wolność. Wyprawy krzyżowe przyczyniły się do wzrostu nietolerancji i znacznego napływu do Polski Żydów dysponujących znajomością wielu technik rzemieślniczych (dopiero znacznie później ich działalność ograniczono do handlu i lichwy). Jak pisze Joachim Lelewel „co żyło, ukryć się zdołało, uchodziło odetchnąć na ziemiach słowiańskich, siedlić się w Polsce” i dalej, za Władysława Hermana dochodziło do „gromadnych wędrówek prześladowanych Żydów w granice Lechii”. Część przybyszów pochodziła też ze wschodu. Z przyczyn oczywistych najliczniej przez gości zasiedlane były tereny przygraniczne. Na Śląsku, zwłaszcza po klęsce pod Legnicą, dały znać koneksje miejscowych wielmożów z niemieckimi rodami i nastąpił napływ obcych warstw rycerskich. W efekcie zaczął się pierwszy etap germanizacji Śląska. Także wewnątrz kraju mogły występować większe enklawy osadników. Dziś jednolite miasta, takie jak np. Kraków, początkowo składały się odrębnych osad zamieszkanych przez Żydów, Niemców, Polaków. Sądząc po Czechach jedynie w pasie przygranicznym osadnicy mogli osiągnąć do 30% całej ludności. Wszędzie obowiązująca jedna religia chrześcijańska sprzyjała integracji i zacieraniu różnic (wyjątkiem byli Żydzi).
W polskim języku słowa gość nie należy łączyć wyłącznie z osadnictwem. Gośćmi, znacznie wcześniej nazywano kupców. Świadczą o tym takie słowa jak: gościniec – droga którą przybywają kupcy, rosyjskie gostinnyj dwor – hala kupiecka, gościna, gospoda itp. Ba już w VII w. występowało imię Radgost i Gościrad (chętnie przyjmujący kupców). Gość to także obcy w znaczeniu przybysz z innej okolicy stąd takie nazwiska jak Gościniak, Gościński będące odpowiednikami nazwiska Nowak.